# Ilmari Mattus
Niilo Ilmari Mattus, eller Uccpárnáá Vuoli Ilmar, född 9 februari 1945 i Ylivieska, är en enaresamisk-finländsk författare och politiker.
Ilmari Mattus växte upp vid sjön Syysjärvi (Čovčjävri) norr om Enare och gick i skola i Kaamanen. År 1966 var han FN-soldat i Cypern och återvände därefter till Finland, där han arbetade som gränsvakt inom Gränsbevakningsväsendet 1967–1995.
Han har aktivt arbetat för enaresamisk språkanvändning och var 1986 en av grundarna av Anarâškielâ servi ("Enaresamernas språkförening"). Han var också en av grundarna av tidskriften Anarâš ("Enaresame") 1988. Han har skrivit flera böcker på enaresamiska, bland andra den dokumentära romanen Čovčjävrist Kaamâsân ("Från sjön Syysjärvi till Kaamanen"). 
Han var vice talman i Sametinget 2012–2015.